# کامو آرئیان

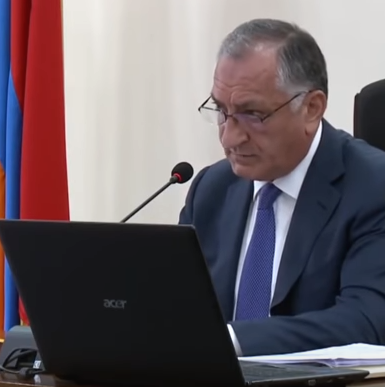

کامو آرئیان (ارمنی: Կամո Առաքելի Արեյան؛ زادهٔ ۲۰ نوامبر ۱۹۵۷) یک سیاستمدار اهل ارمنستان است که پس از استعفای تارون مارگاریان از تاریخ ۹ ژوئیه ۲۰۱۸ تا تاریخ ۱۰ اکتبر ۲۰۱۸ در کفالت شهرداری ایروان را برعهده داشت. آرئیان همچنین نماینده دوره اول مجلس ملی جمهوری ارمنستان بود. وی عضو حزب جمهوری‌خواه ارمنستان می‌باشد.

## زندگی‌نامه
در ۱۷ آوریل ۱۹۷۸ در نرکین ساسناشن، استان آراگاتسوتن به دنیا آمد و از دانشگاه دولتی اقتصاد ارمنستان فارغ‌التحصیل شد. وی همچنین برنده نشان آنانیا شیراکاتسی شده‌است.